# .mw
.mw는 말라위의 인터넷 국가 코드 최상위 도메인이다. Malawi Sustainable Development Network Programme에서 관리한다. 1997년에 개설되었다. 처음 두 해는 100달러를 내야하지만 그 후에는 매년 50달러만 내면 된다.

## 2차 도메인
- ac.mw - 대학 협회
- co.mw - 상업 조직
- com.mw - 상업 조직(co.mw의 대안)
- coop.mw - 협동조함
- edu.mw - 학위를 수여하는 대학 협회
- gov.mw - 정부(말라위 정부에 의해 제한되어 있다.)
- int.mw - 국제 협약 조직
- museum.mw - 박물관
- net.mw - 네트워크
- org.mw - 비영리단체